# 吉野準
吉野 準（よしの じゅん、1934年12月19日 - 2018年5月4日）は、日本の元警察官僚。第79代警視総監。

## 経歴
北海道苫小牧市出身。北海道苫小牧東高等学校から東京大学経済学部を卒業後、1960年に警察庁に入庁。
警察庁入庁後は各地の警察本部や警察署での勤務、国鉄名古屋鉄道管理局旅客課長、在ユーゴスラビア連邦日本大使館（当時）一等書記官、警視庁公安部外事第一課長、同公安総務課長、香川県警察本部長、中曽根康弘内閣総理大臣秘書官などもを歴任。
1991年に警察庁警備局長、1992年に警察庁次長を務めた後、1993年に第79代警視総監に就任し、1年間務める。
2005年、瑞宝重光章受章。
警視総監退任後は日本道路交通情報センター理事長などを務め、2008年10月に日本相撲協会監事に外部招聘というかたちで就任、2010年には一連の大相撲野球賭博問題を受けて設置された相撲協会外部による特別調査委員会委員をつとめる。2012年1月31日、日本相撲協会外部監事を退任。
2018年5月4日死去。83歳没。叙正四位。

## その他の活動
吉野は池波正太郎の小説『鬼平犯科帳』のファンであることを公言している。一方で文人としての顔もあり、著書も出版している。

## 著書
- 『次の大震災　首相から主婦までの危機管理』（朝日新聞社・新書判、1995年）
- 『鬼平に乾杯！ 鬼平を読む・楽しむ・極める』（ごま書房、1996年）
  - 『鬼平学入門 鬼平を読む・楽しむ・極める』（中公文庫、2000年）
- 『侵略』（読売新聞社、1998年）、国際政治サスペンス
- 『ある警視総監日記』（新潮社、1996年／角川文庫、2002年）
- 『情報国家のすすめ』（中央公論新社、2004年）
- 『情報機関を作る　国際テロから日本を守れ』（文春新書、2016年）